# Entedon bigeloviae
Entedon bigeloviae är en stekelart som beskrevs av William Harris Ashmead 1894. Entedon bigeloviae ingår i släktet Entedon och familjen finglanssteklar. Inga underarter finns listade i Catalogue of Life.